# Andrei Pavel
Andrei Pavel (* 27. ledna 1974, Constanța, Rumunsko) je bývalý rumunský profesionální tenista a současný tenisový trenér. Ve své dosavadní kariéře vyhrál 3 turnaje ATP ve dvouhře a 6 turnajů ve čtyřhře.
Působí také ve funkci nehrajícího kapitána rumunské daviscupové reprezentace.

## Finálové účasti na turnajích ATP (20)

### Dvouhra – výhry (3)
| Legenda                                                       |
| ATP Masters Series / ATP World Tour Masters 1000 (1)          |
| ATP International Series Gold / ATP World Tour 500 Series (1) |
| ATP International Series / ATP World Tour 250 Series (1)      |

| Č. | Datum           | Turnaj               | Povrch | Soupeř ve finále | Výsledek       |
| 1. | 19. duben 1998  | Tokio, Japonsko      | tvrdý  | Byron Black      | 6-3, 6-4       |
| 2. | 28. květen 2000 | St. Pölten, Rakousko | antuka | Andrew Ilie      | 7-5, 3-6, 6-2  |
| 3. | 5. srpen 2001   | Montreal, Kanada     | tvrdý  | Patrick Rafter   | 7-63, 2-6, 6-3 |

### Dvouhra – prohry (6)
| Legenda                                                       |
| ATP Masters Series / ATP World Tour Masters 1000 (1)          |
| ATP International Series Gold / ATP World Tour 500 Series (0) |
| ATP International Series / ATP World Tour 250 Series (5)      |

| Č. | Datum             | Turnaj                       | Povrch  | Vítěz             | Výsledek        |
| 1. | 2. květen 1999    | Mnichov, Německo             | antuka  | Franco Squillari  | 6-4, 6-3        |
| 2. | 20. červen 1999   | 's-Hertogenbosch, Nizozemsko | tráva   | Patrick Rafter    | 3-6, 7-67, 6-4  |
| 3. | 2. listopad 2003  | Paříž, Francie               | koberec | Tim Henman        | 6-2, 7-66, 7-62 |
| 4. | 1. květen 2005    | Mnichov, Německo             | antuka  | David Nalbandian  | 6-4, 6-1        |
| 5. | 28. květen 2006   | Pörtschach, Rakousko         | antuka  | Nikolaj Davyděnko | 6-0, 6-3        |
| 6. | 29. červenec 2007 | Umag, Chorvatsko             | antuka  | Carlos Moya       | 6-4, 6-2        |

### Čtyřhra – výhry (6)
| Legenda                                                       |
| ATP International Series Gold / ATP World Tour 500 Series (2) |
| ATP International Series / ATP World Tour 250 Series (4)      |

| Č. | Datum             | Turnaj                | Povrch | Partner         | Soupeři ve finále                      | Výsledek       |
| 1. | 20. září 1998     | Bukurešť, Rumunsko    | antuka | Gabriel Trifu   | George Cosac Dinu Pescariu             | 7-6, 7-6       |
| 2. | 31. červenec 2005 | Kitzbühel, Rakousko   | antuka | Leoš Friedl     | Christophe Rochus Olivier Rochus       | 6-2, 6-75, 6-0 |
| 3. | 15. leden 2006    | Auckland, Nový Zéland | tvrdý  | Rogier Wassen   | Simon Aspelin Todd Perry               | 6-3, 5-7, 10-4 |
| 4. | 7. květen 2006    | Mnichov, Německo      | antuka | Alexander Waske | Alexander Peya Björn Phau              | 6-4, 6-2       |
| 5. | 16. červenec 2006 | Gstaad, Švýcarsko     | antuka | Jiří Novák      | Marco Chiudinelli Jean-Claude Scherrer | 6-3, 6-1       |
| 6. | 29. duben 2007    | Barcelona, Španělsko  | antuka | Alexander Waske | Rafael Nadal Bartolome Salva-Vidal     | 6-3, 7-61      |

### Čtyřhra – prohry (5)
| Legenda                                                       |
| ATP International Series Gold / ATP World Tour 500 Series (1) |
| ATP International Series / ATP World Tour 250 Series (4)      |

| Č. | Datum           | Turnaj                | Povrch  | Partner         | Vítězové                      | Výsledek        |
| 1. | 14. únor 1999   | Petrohrad, Rusko      | koberec | Menno Oosting   | Jeff Tarango Daniel Vacek     | 3-6, 6-3, 7-5   |
| 2. | 9. leden 2005   | Dauhá, Katar          | tvrdý   | Michail Južnyj  | Albert Costa Rafael Nadal     | 6-3, 4-6, 6-3   |
| 3. | 18. září 2005   | Bukurešť, Rumunsko    | antuka  | Victor Hănescu  | José Acasuso Sebastián Prieto | 6-3, 4-6, 6-3   |
| 4. | 25. únor 2007   | Rotterdam, Nizozemsko | tvrdý   | Alexander Waske | Martin Damm Leander Paes      | 6-3, 6-75, 10-7 |
| 5. | 23. květen 2009 | Kitzbühel, Rakousko   | antuka  | Horia Tecău     | Marcelo Melo André Sá         | 7-69, 6-2, 10-7 |

## Davisův pohár
Andrei Pavel se zúčastnil 27 zápasů v Davisově poháru  za tým Rumunska s bilancí 32-15 ve dvouhře a 8-7 ve čtyřhře.

## Postavení na žebříčku ATP na konci sezóny

### Dvouhra
| Rok    | 1990 | 1991   | 1992   | 1993   | 1994   | 1995   | 1996   | 1997   | 1998  | 1999  | 2000  | 2001  | 2002  | 2003  | 2004  | 2005  | 2006   | 2007  | 2008    |
| Pořadí | 458. | ▼ 537. | ▲ 493. | ▲ 307. | ▼ 406. | ▲ 213. | ▲ 140. | ▲ 109. | ▲ 66. | ▲ 41. | ▲ 27. | ▼ 28. | ▲ 26. | ▼ 72. | ▲ 20. | ▼ 67. | ▼ 115. | ▲ 76. | ▼ 1147. |

### Čtyřhra
| Rok    | 1990 | 1991   | 1992   | 1993   | 1994   | 1995   | 1996   | 1997   | 1998   | 1999   | 2000   | 2001   | 2002  | 2003    | 2004  | 2005  | 2006  | 2007  | 2008   |
| Pořadí | 673. | ▲ 375. | ▼ 716. | ▲ 512. | ▲ 267. | ▲ 200. | ▲ 172. | ▼ 241. | ▲ 200. | ▲ 112. | ▼ 442. | ▲ 260. | ▲ 65. | ▼ 1011. | ▲ 74. | ▲ 39. | ▼ 42. | ▲ 22. | ▼ 581. |